# Giuseppe Albani
Giuseppe Albani (ur. 13 września 1750, Rzym  – zm. 3 grudnia 1834, Pesaro) – włoski kardynał i dyplomata. Wywodził się z tej samej rodziny co papież Klemens XI.

## Życiorys
Nominację kardynalską otrzymał w 1801 od papieża Piusa VII. W okresie okupacji francuskiej Rzymu 1808-14 przebywał w Austrii. Po powrocie z wygnania po upadku Napoleona działał w Kurii Rzymskiej jako kardynał protektor Austrii i królestwa Sardynii. Prefekt Kongregacji Dobrego Rządu 1817-24. Na konklawe 1823 zgłosił w imieniu Wiednia weto wobec kandydatury kardynała Antonio Gabriele Severoliego, w nagrodę za co został udekorowany austriackim Orderem św. Stefana. Legat w Bolonii w grudniu 1824. Kardynał protodiakon od 1828 roku. Sekretarz Stanu Stolicy Apostolskiej za pontyfikatu Piusa VIII (1829-30). Sekretarz Listów Apostolskich od kwietnia 1829 oraz Bibliotekarz św. Kościoła Rzymskiego od 1830 roku. Na Konklawe 1830–1831 znacząco przyczynił się do wyboru Grzegorza XVI, którego następnie koronował. Nowy papież mianował go legatem w Urbino i Pesaro. Zmarł w Pesaro w wieku 84 lat.